# Viêm gan do rượu
Viêm gan do rượu là viêm gan do uống quá nhiều rượu. Và thường được tìm thấy kết hợp với gan nhiễm mỡ, giai đoạn sớm của bệnh gan do rượu và có thể góp phần vào sự tiến triển của xơ hóa, dẫn đến xơ gan. Các dấu hiệu và triệu chứng của bệnh viêm gan do rượu bao gồm vàng da, cổ trướng (tích tụ dịch trong khoang bụng), mệt mỏi và bệnh não gan (rối loạn chức năng não do suy gan). Những trường hợp nhẹ tự giới hạn, nhưng trường hợp nặng có nguy cơ tử vong cao. Trường hợp nặng có thể được điều trị bằng glucocorticoid.

## Các dấu hiệu và triệu chứng
Viêm gan do rượu được đặc trưng bởi rất nhiều triệu chứng, bao gồm cảm giác không khỏe, gan to ra, dịch nhiều ở vùng bụng (cổ trướng), và mức độ men gan tăng cao (như được xác định bởi các xét nghiệm chức năng gan). Viêm gan do rượu có thể thay đổi từ nhẹ với chỉ tăng men gan đến viêm gan nặng với sự phát triển của bệnh vàng da, thời gian prothrombin kéo dài, và thậm chí là suy gan. Các trường hợp nặng được đặc trưng bởi sự suy giảm y thức (ý thức ngu si đần độn) hoặc kết hợp với nồng độ bilirubin cao và tỷ prothrombin kéo dài; tỷ lệ tử vong trường hợp nặng là 50% trong vòng 30 ngày sau khi khởi phát.
Viêm gan do rượu khác biệt với xơ gan do uống rượu lâu ngày. Viêm gan do rượu có thể xảy ra ở những bệnh nhân bị bệnh gan do rượu mãn tính và xơ gan do rượu.
. Bản thân viêm gan do rượu không dẫn đến xơ gan, nhưng xơ gan thường gặp hơn ở những bệnh nhân uống rượu lâu ngày. Một số người nghiện rượu phát triển viêm gan cấp tính như là một phản ứng viêm với các tế bào bị ảnh hưởng bởi sự thay đổi chất béo. Điều này không liên quan trực tiếp đến liều rượu. Một số người dường như dễ bị phản ứng này hơn những người khác.Điều này được gọi là tình trạng nhiễm mỡ rượu và viêm có thể ảnh hưởng đến xơ hóa gan.

## Chẩn đoán
Chẩn đoán được thực hiện ở bệnh nhân có tiền sử uống rượu đáng kể, những người có các xét nghiệm chức năng gan xấu, bao gồm bilirubin và aminotransferases tăng cao. Tỷ lệ aspartate aminotransferase với alanine aminotransferase thường là 2 hoặc nhiều hơn. Trong hầu hết các trường hợp, men gan không vượt quá 500. Những thay đổi về sinh thiết gan rất quan trọng trong việc xác định chẩn đoán lâm sàng.